# Katsuhiko Tokunaga

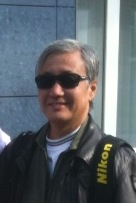
Katsuhiko Tokunaga

Katsuhiko "Katsu" Tokunaga född 1957 är en japansk fotograf.
Tokunaga började i mitten på 1970-talet som hobbyfotograf medan han studerade vid universitetet. Han fick möjlighet att fotografera flygplan i luften via bekanta flygare, efter att hans flygplansbilder blivit publicerade i olika tidskrifter var han ett etablerat namn som flygplansfotograf.
Etableringen ledde till att de ledande flygplanstillverkarna anlitade honom för fotografering av sina flygplan för reklammaterial. Han tillfrågades av den franska uppvisningsgruppen Patrouille de France om han kunde fotografera deras uppvisning från något av de deltagande flygplanen. Uppdraget ledde till att han även bjöds in till amerikanska Blu Angels och Thunderbirds. Senare har han även fotograferat brittiska Red Arrows och italienska Frecce Tricolori från insidan. Han har flugit mer än 1400 timmar i olika strids- och skolflygplan för 50 olika länders flygvapen. Hans fotografier har utgivits i ett 30-tal egna böcker samt publicerats i tidskrifter och böcker utgivna av andra författare.